# Црква у Обреновцу
Црква у Обреновцу, посвећена Силаску Светог Духа на апостоле, подигнута је 1868. године, припада Епархији ваљевској Српске православне цркве. Представља непокретно културно добро као споменик културе.

## Историјат
Прво спомињање цркве у тадашњем Палежу, како се Обреновац звао до 1859. године, је у "Путешествијима по Сербији" Јоакима Вујића, који је место посетио 1826. године и занаписао: У овој вароши је нова црква која је подигнута од тврдог камена 1824. године. Храм цркве јесте Сошествије Свјатаго Духа . Недалеко од цркве налази се једна школа, са 15 ученика. Учитељ је Георгије Николић. Школа се налази у црквеној порти, са западне стране...
Садашња црква је подигнута у непосредној близини места где је била стара из 1824. године, која је срушена и материјал искоришћен за зидање цркве у Баричу. Интересатно је то да материјал који је коришћен за изградљу прве цркве донесен из околног Мислођина са рушевина некадашњег манастира Светог Христофора. Манастир је почетком 21. века обновљен изградњом манастирске цркве и конака.

## Архиктетура
Грађена је у облику лађе, у романском стилу, као чест пример грађења цркви у Србији у другој половини 19. века које су имале узор средњовековну архиктетуру. Унутрашњих димензија 25x11 метара са осмостраним двоспратним звоником са крстом висине од 42 метра, зидана као једнобродна грађевина са полукружном апсидом на источној и припратом на западној страни. Овде су присутни елементи српско-византијске архитектонске традиције, елементи барока, као и трагови класицистичких схватања.
У обреновачкој цркви се поред нових чувају и иконе из прве палешке цркве, као и неколико богослужбених књига из 18. и 19. века.